# Old Course

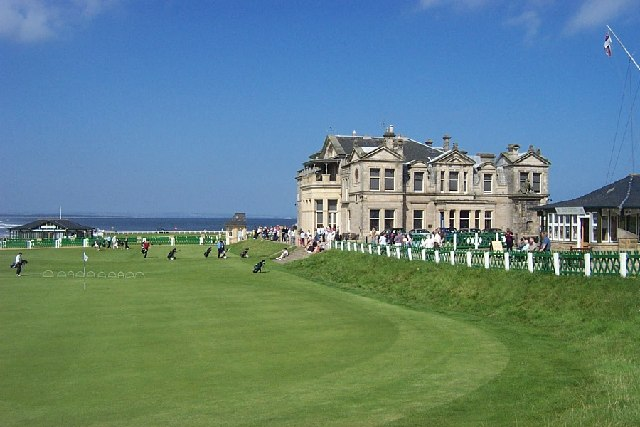
Le green du 18 et le club house du R&A

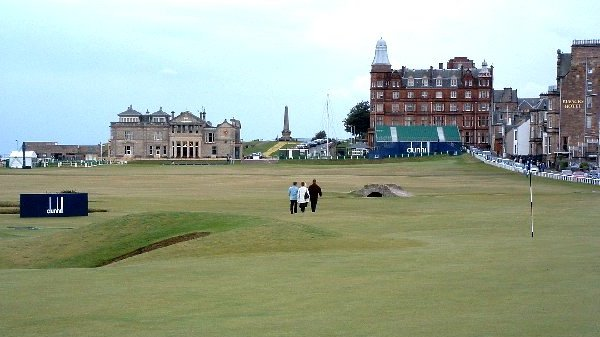
Une vue prise du départ du en direction du club house avec le célèbre pont jeté sur le « Swilken Burn » à mi-distance.

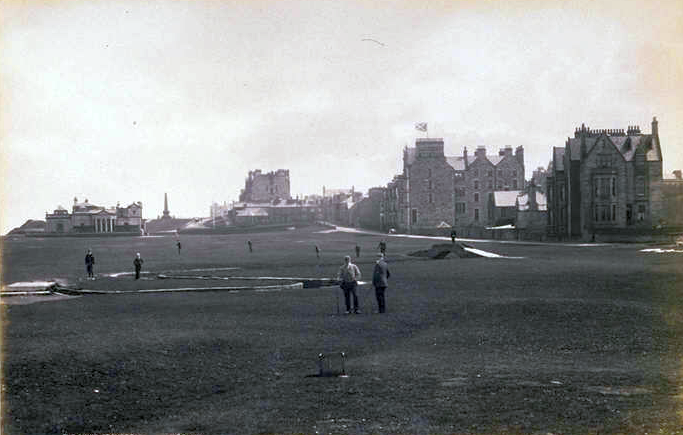
La même vue en 1891.

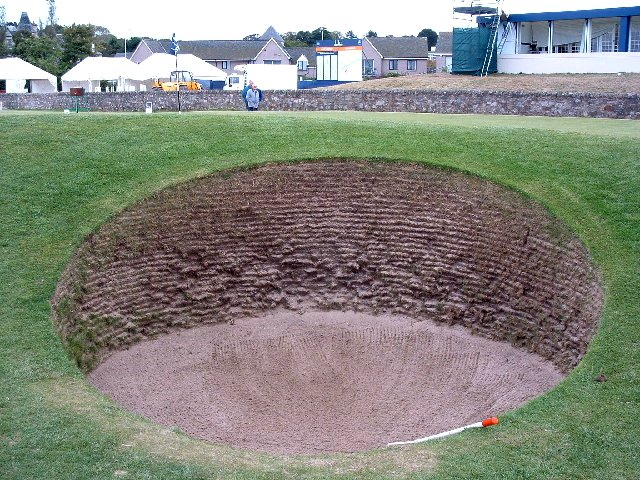
Le célèbre « road hole bunker » garde le green du.

Le Old Course à St Andrews est l'un des plus anciens parcours de golf dans le monde et le plus ancien à survivre en Écosse.
Le Old Course est un parcours public établi sur un terrain public à St Andrews, comté de Fife, en Écosse et est géré en fidéicommis par le St Andrews Trust en vertu d'un acte du Parlement. Le club house du Royal and Ancient Golf Club of St Andrews (R&A) est établi à côté du premier tee (tertre de départ). Bien qu'on puisse penser que le R&A est le propriétaire du parcours, il n'est en fait qu'un des nombreux clubs disposant de privilèges de jeux sur le parcours qu'ils partagent avec tout un chacun.

## Histoire
Une incertitude demeure quant à la première utilisation du terrain de l'Old Course pour la pratique du golf, cependant la première trace écrite est un document délivré en 1552 qui permettait à la communauté d’élever des lapins sur les links et de « jouer au golf, jouer au football, chasser... et tout autre passe-temps ».  
Le premier document démontrant qu’on jouait au golf sur le Old Course remonte à 1574, ce qui ferait de l’Old Course le cinquième plus ancien links en Écosse. Toutefois, des documents relatifs au règne du roi Jacques IV montrent qu’il a acheté des cannes (club) de golf à St Andrews en 1506, soit cinq ans seulement après son premier achat à Perth, ce qui pourrait indiquer que le Old Course est beaucoup plus vieux que ne le montrent les documents écrits. 
Le parcours évolua en fait sans l’aide d’un véritable architecte durant de nombreuses années. Au départ, il se jouait sur les mêmes fairways qui étaient parcourus une fois dans un sens et ensuite dans l’autre en direction des trous qui en marquaient les extrémités. Comme le nombre de joueurs s’accroissait, les ajoncs furent coupés pour faire place à deux fairways. Les surfaces de tous les verts (greens) furent également sensiblement accrues et deux trous furent installés sur chaque green.
Depuis 2021, il est établi que l'érosion côtière liée au réchauffement climatique menace le site.

## Caractéristiques
Une des caractéristiques uniques du parcours réside dans les immenses greens doubles. Sept greens sont chacun partagés par deux trous, dont la somme est toujours égale à 18 (le 2e avec le 16e, le 3e avec le 15e, ainsi de suite jusqu'à 8 et 10). Seuls les 1er, 9e, 17e et 18e trous ont leurs propres greens.  
Une autre caractéristique est que le Old Course peut être joué dans deux directions, à savoir dans le sens des aiguilles d’une montre et en sens inverse. De nos jours, il est habituellement joué en sens inverse, bien que l’autre sens ait été accepté un jour par an au cours des dernières années. À l’origine le sens dans lequel le parcours était joué était modifié chaque semaine en vue de permettre une meilleure repousse du gazon. 
Une autre caractéristique inhabituelle du parcours est qu’il est fermé les dimanches pour laisser l’herbe au repos. Certains dimanches, il est ouvert en tant que parc pour tous les gens de la ville qui peuvent venir y pique-niquer et profiter du terrain.  En règle générale, le terrain n’est ouvert au jeu le dimanche qu’en deux occasions :
- le jour final du Dunhill Links Championship, un événement annuel du Tour Européen
- le jour final de l’Open de Grande-Bretagne quand il est joué sur l’Old Course ce qui arrive en moyenne tous les cinq ans.  Alors que gagner un Open est un couronnement pour tout golfeur, une victoire à St Andrews est considérée comme particulièrement gratifiante en raison de la tradition qui s’attache au parcours. Les vainqueurs de l’Open à St Andrews incluent Tiger Woods (à deux reprises), John Daly, Nick Faldo, Seve Ballesteros, Jack Nicklaus (à deux reprises), Tony Lema, Kel Nagle, Bobby Locke, Peter Thomson, Sam Snead, Richard Burton, Denny Shute, Bobby Jones, Jock Hutchison, James Braid (à deux reprises), John Henry Taylor (à deux reprises), Hugh Kirkaldy, Jack Burns, Bob Martin (à deux reprises), Jamie Anderson, Tom Kidd, Louis Oosthuizen et Zach Johnson.

Il peut également arriver qu’on joue le dimanche lorsque le Old Course est le théâtre d’autres événements majeurs; par exemple le British Open dames qui s’y est joué en 2007.
Le Old Course avait 12 trous dont 10 étaient joués dans les deux sens, faisant un total de 22 trous. Comme le nombre de joueurs s’accroissait, les quatre premiers trous (qui étaient tous joués deux fois dans des sens opposés) furent recomposés en 1764 pour en faire deux trous, laissant un total de 18 trous. Au fil du temps, ce nombre est devenu le standard pour tous les parcours au niveau mondial. Vers 1863, le Vieux Tom Morris sépara le premier green du 17e, donnant au parcours sa configuration actuelle avec sept greens doubles.

## Source
- (en) Cet article est partiellement ou en totalité issu de l’article de Wikipédia en anglais intitulé « Old Course at St Andrews » (voir la liste des auteurs).